# Comuna Moscovei, Cahul
Moscovei este o comună din raionul Cahul, Republica Moldova. Cuprinde satele Moscovei și Trifeștii Noi.

## Demografie
Structură etnică
     moldoveni (40,93%)
     ucraineni (11,16%)
     ruși (11,31%)
     găgăuzi (4,44%)
     bulgari (31,35%)
     români (0,06%)
     evrei (0%)
     polonezi (0,03%)
     țigani (0,14%)
     alte etnii / nedeclarată (0,58%)
Conform datelor recensământului din 2004, populația localității este de 3.467 locuitori, dintre care 1.704 (49,15%) bărbați și 1.763 (50,85%) femei. Structura etnică a populației în cadrul localității arată astfel:
- moldoveni — 1.419;
- ucraineni — 387;
- ruși — 392;
- găgăuzi — 154;
- bulgari — 1.087;
- români — 2;
- polonezi — 1;
- țigani — 5;
- altele / nedeclarată — 20.

## Administrație și politică
Componența Consiliului local Moscovei (13 consilieri), ales la 5 noiembrie 2023, este următoarea:
|  | Partid                                       | Consilieri | Componență | Componență | Componență | Componență | Componență | Componență | Componență | Componență | Componență |
|  | -------------------------------------------- | ---------- | ---------- | ---------- | ---------- | ---------- | ---------- | ---------- | ---------- | ---------- | ---------- |
|  | Partidul Socialiștilor din Republica Moldova | 9          |            |            |            |            |            |            |            |            |            |
|  | Coaliția pentru Unitate și Bunăstare         | 2          |            |            |            |            |            |            |            |            |            |
|  | Partidul Comuniștilor din Republica Moldova  | 2          |            |            |            |            |            |            |            |            |            |